# Кубачек, Владимир Рудольфович
Влади́мир Рудо́льфович Куба́чек (3 мая [16 мая] 1916, Горловка, Бахмутский уезд, Екатеринославская губерния, Российская империя — 20 февраля 1985, Свердловск, РСФСР, СССР) — советский машиностроитель, инженер-конструктор, учёный. Лауреат Сталинской премии первой степени (1951).

## Биография
Родился 3 (16 мая) 1916 года в Горловке (ныне Донецкая область, Украина). Окончил УПИ имени С. М. Кирова.
Работа:
- 1939—1963 — на Уралмашзаводе (конструктор, зам. начальника КБ, главный конструктор);
- 1963—1964 — в Среднеуральском СНХ;
- 1964—1985 — зав. кафедрой «Горные машины и комплексы» в СвГИ.

Руководил проектированием дробильно-размольного оборудования, гусеничных и шагающих экскаваторов ЭКГ-5, ЭКГ-8, ЭШ 14.75, комплекса оборудования с обжиговой машиной ОК-108 для производства окатышей из железорудных концентратов.
С 1976 года — председатель научно-технической секции Минтяжмаша по дробильно-размольному оборудованию горных машин.
Доктор технических наук, профессор (1964).
Скончался 20 февраля 1985 года в Свердловске. Похоронен на Широкореченском кладбище в Екатеринбурге.

## Семья
- Отец: Андрей Николаевич Калинников (?—1918).
- Отчим: Рудольф Францевич Кубачек (1882—1949).
- Мать: Варвара Дмитриевна Кубачек (урождённая Махова) (1897—1968).
  - Дети: Рудольф Владимирович Кубачек (1937—1999); Владимир Владимирович Кубачек (1941—1991).

## Награды и премии
- Медаль «За доблестный труд в Великой Отечественной войне 1941—1945 гг.»
- Сталинская премия первой степени (1951) — за создание конструкции шагающего экскаватора «ЭШ-14/65»
- Заслуженный деятель науки и техники РСФСР (1976)

## Учёные степени и звания
- Доктор технических наук
- Профессор